# Fuglefjelde
Fuglefjelde er en dokumentarfilm instrueret af Jette Bang.

## Handling
Grønlands rige fugleliv. Indsamling af æg, fjer og dun. Flotte udsigter. Skarv, terne, lomvi, måge, alk.